# Aloe prostrata
Aloe prostrata ist eine Pflanzenart der Gattung der Aloen in der Unterfamilie der Affodillgewächse (Asphodeloideae). Das Artepitheton prostrata stammt aus dem Lateinischen und bedeutet ‚niederliegend‘.

## Beschreibung

### Vegetative Merkmale
Aloe prostrata wächst stammlos, ist einzeln oder bildet kleine Büschel. Die 10 bis 25 ausgebreiteten, linealisch-verschmälerten Laubblätter bilden dichte Rosetten. Die sehr dunkelgrüne bis bräunliche Blattspreite ist 15 bis 20 Zentimeter lang und 1,5 bis 2 Zentimeter breit. Auf ihr befinden sich zahlreiche zusammenfließende weißliche bis grünliche Flecken und Striche. Die weißen Zähne am Blattrand sind 1 bis 3 Millimeter lang und stehen 3 bis 15 Millimeter voneinander entfernt. Der Blattsaft ist gelb.

### Blütenstände und Blüten
Der einfache Blütenstand erreicht eine Länge von 12 bis 17 Zentimeter. Die lockeren, zylindrischen Trauben sind 2 bis 8 Zentimeter lang und bestehen aus wenigen Blüten. Gelegentlich werden ein bis zwei Bulbillen ausgebildet. Die Brakteen weisen eine Länge von 5 bis 11 Millimeter auf. Die zylindrisch-dreieckigen, leuchtend karminroten, grün gespitzten Blüten stehen an 3 bis 10 Millimeter langen Blütenstielen. Die Blüten sind 20 bis 27 Millimeter lang und an ihrer Basis gestutzt. Auf Höhe des Fruchtknotens weisen die Blüten einen Durchmesser von 6 bis 9 Millimeter auf. Darüber sind sie auf 5 Millimeter verengt und dann zur Mündung auf 6 bis 7 Millimeter erweitert. Ihre äußeren Perigonblätter sind auf einer Länge von 5 bis 8 Millimetern nicht miteinander verwachsen. Die Staubblätter und der Griffel ragen kaum aus der Blüte heraus.

### Früchte
Die Früchte sind Beeren.

## Systematik und Verbreitung
Aloe prostrata ist auf Madagaskar im Gebiet von Ankarana in der Regel im Schatten auf erodierten Kalksteinfelshängen verbreitet.
Die Erstbeschreibung als Lomatophyllum prostratum durch Henri Perrier de La Bâthie wurde 1926 veröffentlicht. Leonard Eric Newton und Gordon Douglas Rowley stellten die Art 1996 in die Gattung Aloe.
Synonyme sind Lomatophyllum propaguliferum Rauh & Razaf. (1998), Aloe propagulifera (Rauh & Razaf.) L.E.Newton & G.D.Rowley (1998), Aloe zombitsiensis Rauh & M.Teissier (2000) und Aloe ankaranensis Rauh & Mangelsdorff (2000).

## Nachweise